# Église du Gesù de Lecce
L’église du Gesù et de Notre-Dame de Bon Conseil (en italien : Chiesa del Gesù o della Madonna del Buon Consiglio) est un édifice religieux catholique sis au cœur historique de la ville  de Lecce dans les Pouilles, en Italie.  Construite à partir de 1575 pour les Jésuites elle abrite la châsse du saint missionnaire des campagnes Bernardin Realino, apôtre de la région des Pouilles.

## Histoire
L’édifice est construit à partir de 1575 pour les activités pastorales et spirituelles des Jésuites arrivés dans la ville de Lecce l’année précédente. Parmi eux vivait Bernardin Realino, qui œuvra toute sa vie comme « missionnaire des campagnes »  des Pouilles et mourut en odeur de sainteté à Lecce en 1616. La construction de l’église nécessita la démolition de l'église San Niccolò dei Greci, de rite gréco-orthodoxe. La construction de la structure fut réalisée sur base des plans du jésuite de Côme, Giovanni De Rosis. Elle fut ouverte au culte dès 1577, même si les travaux continuèrent encore quelques décennies.

## Description

### Extérieur
L’ensemble architectural du bâtiment est inspiré de l’église du Gesù de Rome, considérée comme l’église-mère de l’ordre des Jésuites. La façade, sobre et linéaire, est divisée en deux étages, reliés par des volutes et ponctués d’un double ordre de pilastres interrompus par un entablement en saillie. L’étage inférieur est entièrement occupé par de larges niches vides de part et d’autre du portail surmonté d’un tympan brisé encadrant un large médaillon avec l’emblème traditionnel de la Compagnie de Jésus : le saint nom de Jésus (IHS) (qui est le titre de l’église) flanqué de deux anges.
L’étage supérieur, relié au premier par des volutes latérales s’élevant de masques féminins, a deux fenêtres latérales et une fenêtre centrale un peu plus grande, bordée de frises anthropomorphiques sur volutes et surmontée d’une petite niche avec la statue de l’Enfant-Jésus. Au sommet, l’épi en faîtage couronnant, posé sur une frise avec illustration des différents instruments de la Passion du Christ, culmine avec la sculpture du pélican qui, déchirant sa poitrine, nourrit sa progéniture.

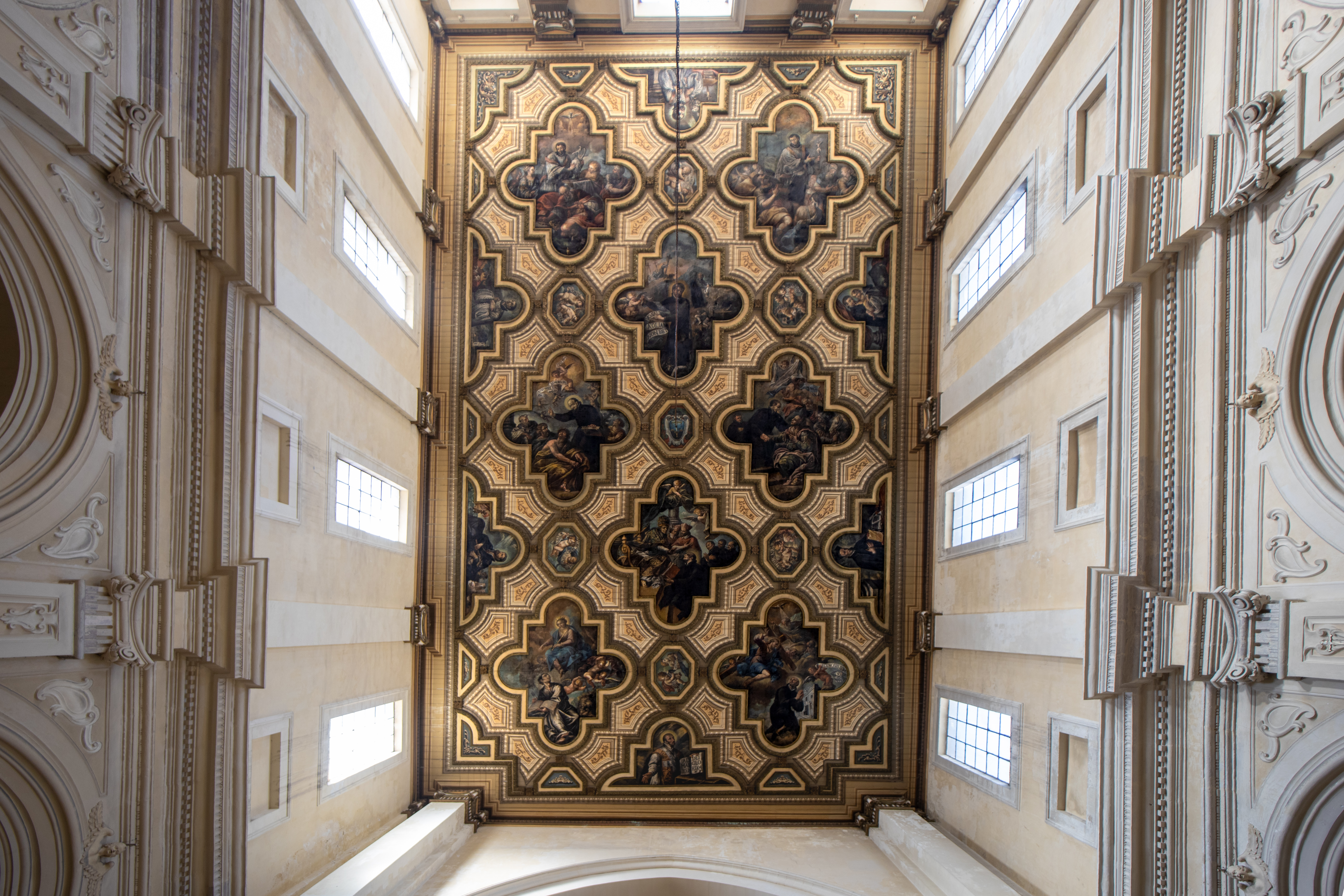
Le plafond de l'église: scènes de la vie de saint Ignace

### Intérieur
L’intérieur est disposé en croix latine avec un court transept et quatre chapelles latérales, communiquant entre elles, ouvertes des deux côtés de la nef unique. Le remarquable plafond en bois, est illustré de représentations d’événements les plus connus de la vie de saint Ignace, œuvres de Giuseppe da Brindisi.
L’église abrite de précieux témoignages picturaux et sculpturaux qui datent de la fin du XVIe siècle et début du XIXe siècle. Sur le côté gauche se trouvent les autels de Notre-Dame de Lorette avec une statue du XVIIe siècle de la Madone qui provient de l’église détruite de la Cappuccinelle, autel de saint Jérôme avec toile de Girolamo Imparato (1550-1621), et autels de saint Michel Archange (1746) et de l’Annonciation avec toile datée de 1596.
Le transept, dont l’archivolte est décorée de fresques par Antonio Verrio avec le martyre de sainte Irène, contient dans son aile gauche la chapelle de la Vierge du Bon Conseil (anciennement de sainte Irène) sur l’autel, flanquée des statues de pierre de sainte Agnès et de sainte Cécile, est positionnée la toile du titulaire (1811)
Dans le bras droit du transept : l’autel, anciennement de saint Ignace de Loyola, est aujourd’hui dédié à saint Bernardin Realino. Sous l’autel se trouve la châsse contenant les restes mortels du saint, patron protecteur de la ville de Lecce.  

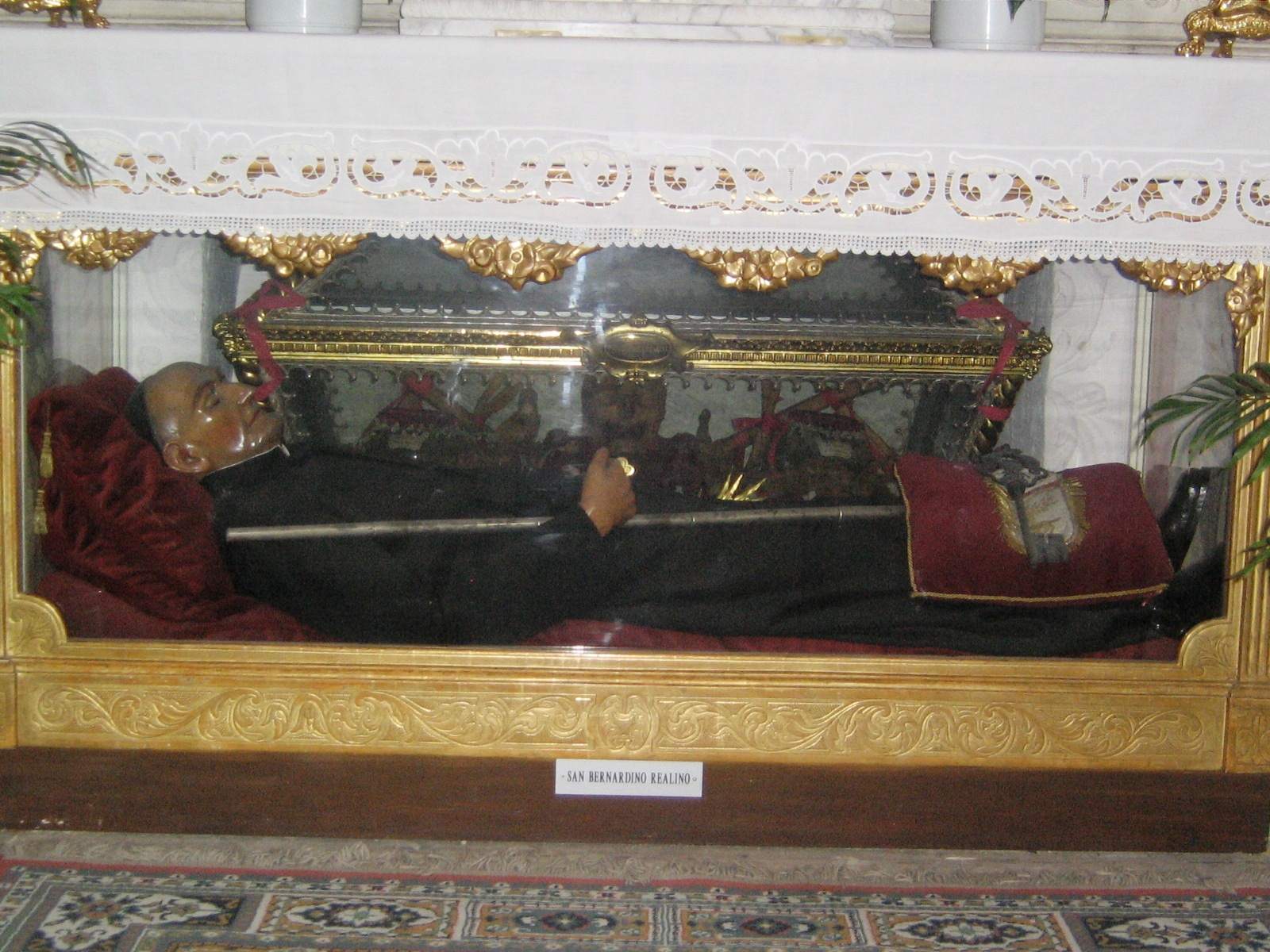
La châsse avec les reliques de saint Bernardin Realino

Dans les deux ailes du transept sont exposées des peintures jumelles de Paolo Finoglio: Notre-Dame comme ‘Reine des vierges et des martyrs’ et ‘Reine des martyrs et des confesseurs’.
Le sanctuaire met en valeur le maître-autel en pierre de Lecce, construit en 1699 (attribué à Giuseppe Cino), entouré en demi-cercle d’une spectaculaire double galerie – du sol au plafond -  de statues de saints jésuites.  Il abrite également des toiles du XVIIIe siècle, la ‘Circoncision de Jésus’ et des Docteurs de l’Église d’Oronzo Letizia et du Couronnement de la Vierge par Oronzo Tiso, un artiste de Lecce. 
Tout au long des murs du sanctuaire, des stalles en bois de noyer furent ajoutées (XVIIIe siècle) par les bénédictins de l’abbaye de Montescaglioso qui prirent la relève des Jésuites lorsque l’Ordre fut supprimé en 1773.  
Sur le côté droit de la nef, dans les chapelles latérales, se trouvent des autels dédiés à l’Assomption, à l’Adoration des Mages, au Crucifix et à la Vierge. Au dessus de ce dernier se trouve la précieuse toile de Serafino Elmo (1752) représentant la Vierge confiant l’Enfant-Jésus à saint Stanislas Kostka, avec les saints Ignace de Loyola et Louis de Gonzague.